# Aquilegia formosa
Aquilegia formosa (Fisch. ex DC., 1824) è una pianta appartenente alla famiglia delle Ranunculaceae, diffusa nella parte occidentale dell'America del Nord.

## Etimologia
L'origine del nome del genere (aquilegia) non è chiaro. Potrebbe derivare da Aquilegium (cisterna) o Acquam legere (raccoglitore d'acqua) per la forma particolare che ha la foglia nel raccogliere l'acqua piovana; come anche da aquilina (piccola aquila) a somiglianza dei rostri dell'aquila.

Resta comunque il fatto che il primo ad usare tale nome sia stato il Tragus (altro botanico del 1600), e quindi il Tournefort (Joseph Pitton de Tournefort 1656 - 1708, botanico francese) e definitivamente Linneo che nel 1735 sistemò il genere nella sua Polyandria pentagyna.

L'epiteto specifico formosa si rifà alle particolari e notevoli infiorescenze che questa pianta produce.

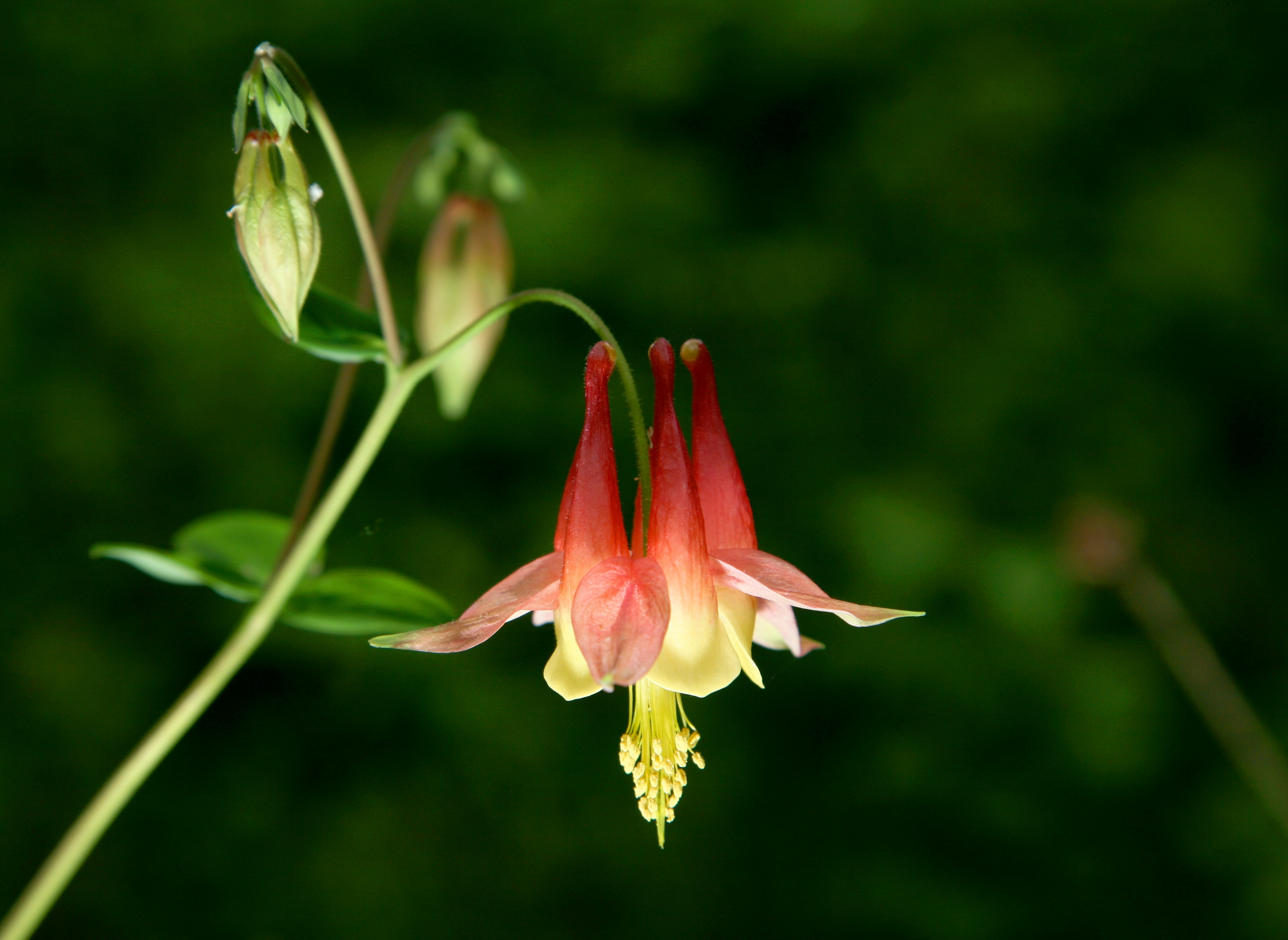
Aquilegia formosa.

## Descrizione
La pianta cresce per 20–80 cm in altezza, per una media di circa 60 cm. I fiori, che si possono trovare da aprile fino ad agosto (con delle differenze tra regioni), sono lunghi circa 5 cm ed hanno sepali rossi o arancioni e petali gialli; sono dotati di speroni all'interno dei quali si trova il nettare.

## Biologia
Si riproduce prevalentemente per impollinazione ornitogama ad opera di uccelli della famiglia Trochilidae.

## Distribuzione e habitat
L'areale di A. formosa si estende sul versante occidentale del Nord America, dall'Alaska alla California, spingendosi est sino al Montana e al Wyoming.
All'interno di quest'area la si può trovare nella maggior parte di tipi di habitat (boschi di querce, di arbusti, di sempreverdi misti o foreste di conifere). Non si trova in terreni desertici, e neppure ad una altitudine superiore a 3300 metri. Preferisce luoghi umidi come sponde di corsi d'acqua.